# Powiat Onga
Powiat Onga (jap. 遠賀郡 Onga-gun) – powiat w Japonii, w prefekturze Fukuoka. W 2020 roku liczył 91 278 mieszkańców.

## Miejscowości
- Ashiya
- Mizumaki
- Okagaki
- Onga

## Historia[2]

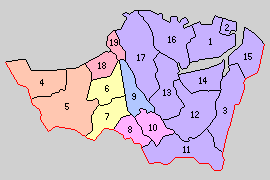
Powiat Onga (1889 r.)

- Powiat został założony 1 listopada 1878 roku. Wraz z utworzeniem nowego systemu administracyjnego 1 kwietnia 1889 roku powiat Onga został podzielony na 19 wiosek[3].
- 1 lutego 1891 – wioska Wakamatsu zdobyła status miejscowości. (1 miejscowość, 18 wiosek)
- 10 czerwca 1891 – wioska Ashiya zdobyła status miejscowości. (2 miejscowości, 17 wiosek)
- 23 kwietnia 1897 – wioska Kurosaki zdobyła status miejscowości. (3 miejscowości, 16 wiosek)
- 10 czerwca 1899 – wioska Tobata zdobyła status miejscowości. (4 miejscowości, 15 wiosek)
- 10 lutego 1900 – wioska Yahata zdobyła status miejscowości. (5 miejscowości, 14 wiosek)
- 1 lipca 1904 – wioska Kukinami zmieniła nazwę na Orio.
- 5 listopada 1905 – miejscowość Ashiya powiększyła się o teren wsi Yamaga. (5 miejscowości, 13 wiosek)
- 1 października 1906 – miejscowość Wakamatsu powiększyła się o teren wsi Ishimine. (5 miejscowości, 12 wiosek)
- 1 października 1907 – w wyniku połączenia wiosek Okagata i Yahagi powstała wioska Okagaki. (5 miejscowości, 11 wiosek)
- 15 lutego 1908 – w wyniku połączenia wiosek 洞北村 i Egawa powstała wioska Shimagō. (5 miejscowości, 10 wiosek)
- 1 kwietnia 1914 – miejscowość Wakamatsu zdobyła status miasta. (4 miejscowości, 10 wiosek)
- 1 marca 1917 – miejscowość Yahata zdobyła status miasta. (3 miejscowości, 10 wiosek)
- 15 grudnia 1918 – wioska Orio zdobyła status miejscowości. (4 miejscowości, 9 wiosek)
- 1 listopada 1922 – wioska Nagatsu zdobyła status miejscowości. (4 miejscowości, 9 wiosek)
- 1 września 1924: (4 miejscowości, 8 wiosek)
  - miejscowość Tobata zdobyła status miasta.
  - miejscowości Nagatsu zmieniła nazwę na Nakama.
- 2 listopada 1926 – miejscowość Kurosaki została włączona w teren miasta Yahata. (3 miejscowości, 8 wiosek)
- 1 kwietnia 1929 – w wyniku połączenia wiosek 島門村 i Asagi powstała wioska Onga (3 miejscowości, 7 wiosek)
- 1 kwietnia 1931 – wioska Katsuki zdobyła status miejscowości. (4 miejscowości, 6 wiosek)
- 1 sierpnia 1931 – wioska Shimagō została włączona w teren miasta Wakamatsu. (4 miejscowości, 5 wiosek)
- 1 marca 1932 – wioska Sokoino została włączona w teren miejscowości Nakama. (4 miejscowości, 4 wioski)
- 5 maja 1937 – wioska 上津役村 została włączona w teren miasta Yahata. (4 miejscowości, 3 wioski)
- 11 lutego 1940 – wioska Mizumaki zdobyła status miejscowości. (5 miejscowości, 2 wioski)
- 8 grudnia 1944 – miejscowość Orio została włączona w teren miasta Yahata. (4 miejscowości, 2 wioski)
- 1 kwietnia 1955 – miejscowość Katsuki została włączona w teren miasta Yahata. (3 miejscowości, 2 wioski)
- 1 listopada 1958 – miejscowość Nagatsu zdobyła status miasta. (2 miejscowości, 2 wioski)
- 1 października 1962 – wioska Okagaki zdobyła status miejscowości. (3 miejscowości, 1 wioska)
- 1 kwietnia 1964 – wioska Onga zdobyła status miejscowości. (4 miejscowości)